# Daniel Gadouas
 (décembre 2015).
Si vous disposez d'ouvrages ou d'articles de référence ou si vous connaissez des sites web de qualité traitant du thème abordé ici, merci de compléter l'article en donnant les références utiles à sa vérifiabilité et en les liant à la section « Notes et références ».
Daniel Gadouas est un acteur et poète québécois né le 1er octobre 1947 à Montréal. Il est notamment l'auteur du texte Québec-Love (1969), qui évoque de manière poétique le contexte linguistique et géopolitique du Québec. Le texte a été mis en musique par Robert Charlebois la même année, qui en a fait une chanson emblématique.

## Biographie
Il est le fils du comédien Robert Gadouas et de la comédienne Marjolaine Hébert. Il est aussi le demi-frère de Nathalie Gadouas, fille de Robert Gadouas et de Andrée Lachapelle.

## Filmographie

### Cinéma
- 1967 : Waiting for Caroline : Jean-Pierre
- 1970 : L'Initiation
- 1972 : Quelques arpents de neige
- 1973 : Trois fois passera
- 1981 : Gabrielle (Yesterday) : Claude Daneault
- 1988 : Portion d'éternité : François
- 1996 : Sous-sol : Raymond
- 1999 : Le Marchand de sable
- 2003 : Gaz Bar Blues : Yves Michaud
- 2010 : Jaloux : Michel
- 2011 : Monsieur Lazhar : M. Gilbert Danis

### Télévision
- 1963 - 1965 : Rue de l'anse (série TV) : Yves Joli
- 1966 - 1977 : Rue des Pignons (série TV) : Ti-bé Constantin
- 1968 - 1969 : Les Martin (série TV) : L'imbécile
- 1971 - 1974 : Maigrichon et Gras double (série TV) : Maigrichon
- 1974 - 1976 : Excuse my French (série TV) : Jean-Guy Sauve
- 1976 - 1977 : Du tac au tac (série TV) : Jérôme Hamelin (1976-1977)
- 1979 : Riel (TV) : Nault
- 1980 - 1986 : Le Temps d'une paix (série TV) : Lionel St-Cyr
- 1987 : Laurier (feuilleton TV) : Armand Lavergne
- 1987 - 1990 : L'Héritage (série TV) : Moïse Abraham
- 1991 : Lance et compte: Le retour du chat (TV)
- 1991 - 1994 : Marilyn (série TV) : Julien Renaud
- 1994 : Jalna (feuilleton TV)
- 1994 : Les grands procès (série TV) : Aurélien Mailhot
- 1996 : Omertà (série télévisée) ("Omerta, la loi du silence") (série TV)
- 1997 : Le Masque (série TV) : Robert Mallette
- 1997 : L'Enfant des Appalaches (TV) : Dr Gingras
- 1998 : Catherine (TV) : Amant de Rachel
- 1999 - 2005 : Watatatow (série TV) : Serge Larivière (1999-2005)
- 2000 : Chartrand et Simonne (série TV) : Abbé Leduc
- 2001 - 2002 : Rivière-des-Jérémie (série TV) : Bucky Buchanan
- 2006 - 2007 : René Lévesque (série TV) : Azellus Denis
- 2007 : La Promesse (série TV) : Jacques Bastien
- 2014 : Unité 9 : Père de Michèle
- 2019 : Léo (saison 2) : Maurice
- 2020 : Une autre histoire : Paul Provencher